# Rivière du Lac Gauthier
Pour les articles homonymes, voir Gauthier.
La rivière du lac Gauthier est un affluent de la Branche à Gauche, coulant sur la rive nord du fleuve Saint-Laurent, dans les municipalités de Saint-Zénon et Saint-Damien, dans la municipalité régionale de comté (MRC) de Matawinie, dans la région administrative de la Lanaudière, au Québec, au Canada.
Le cours de la rivière du lac Gauthier descend généralement vers le sud-est, en zone forestière, en traversant quatre lacs et une série de plus petits lacs.

## Géographie
La rivière du lac Gauthier prend sa source à l’embouchure du lac du Zénith (longueur : 0,2 km ; altitude : 487 km) dans Saint-Zénon. Cette source se situe en zone forestière au sud du parc provincial de Mastigouche, soit à :
- 1,4 km au nord de la limite de Saint-Damien ;
- 20,0 km au nord-ouest du centre du village de Mandeville ;
- 14,4 km au nord du centre du village de Sainte-Émélie-de-l'Énergie.

À partir de sa source à l’embouchure du lac du Zénith, la rivière du lac Gauthier coule sur 13,1 km, selon les segments suivants :
Cours supérieur de la rivière (segment de 7,9 km)
- 1,6 km vers le sud-est dans Saint-Zénon, jusqu’à la limite de Saint-Damien ;
- 2,5 km vers le sud-est dans Saint-Damien, jusqu’à l’embouchure du lac England (altitude : 418 km) que le courant traverse vers le sud-est sur 0,6 km ;
- 1,3 km vers le sud-est, puis vers l'est en traversant le lac Bidou (altitude : 380 km), jusqu’au pont du chemin du Lac-Gauthier ;
- 0,9 km vers le nord-est, puis vers le sud-est, jusqu’au nord d’une baie située au nord-ouest du lac Gauthier ;
- 1,6 km vers le sud-est, en traversant le lac Gauthier (largeur : 1,3 km ; altitude : 376 m) sur sa pleine longueur, jusqu’à son embouchure situé au sud-est.

Cours inférieur de la rivière (segment de 5,2 km
À partir de l’embouchure du lac Gauthier, la rivière du lac Gauthier coule sur :
- 2,2 km vers le sud-est, jusqu’à la décharge du lac Croche (venant du sud-ouest) ;
- 2,5 km vers le nord-est, puis le sud-est, jusqu’au barrage du Milieu ;
- 0,5 km vers le sud-est, jusqu’à sa confluence[2].

La rivière du lac Gauthier se déverse sur la rive nord de la Branche à Gauche dans Saint-Damien. La confluence de la rivière du lac Gauthier est située à :
- 10,7 km au nord-ouest du centre du village de Mandeville ;
- 7,2 km au nord du centre du village de Saint-Damien ;
- 14,6 km au nord-est du centre du village de Sainte-Émélie-de-l'Énergie.

## Toponymie
Le toponyme rivière du lac Gauthier a été officialisé le 9 juillet 1981 à la Commission de toponymie du Québec.